# 愛知県道143号豊橋停車場線

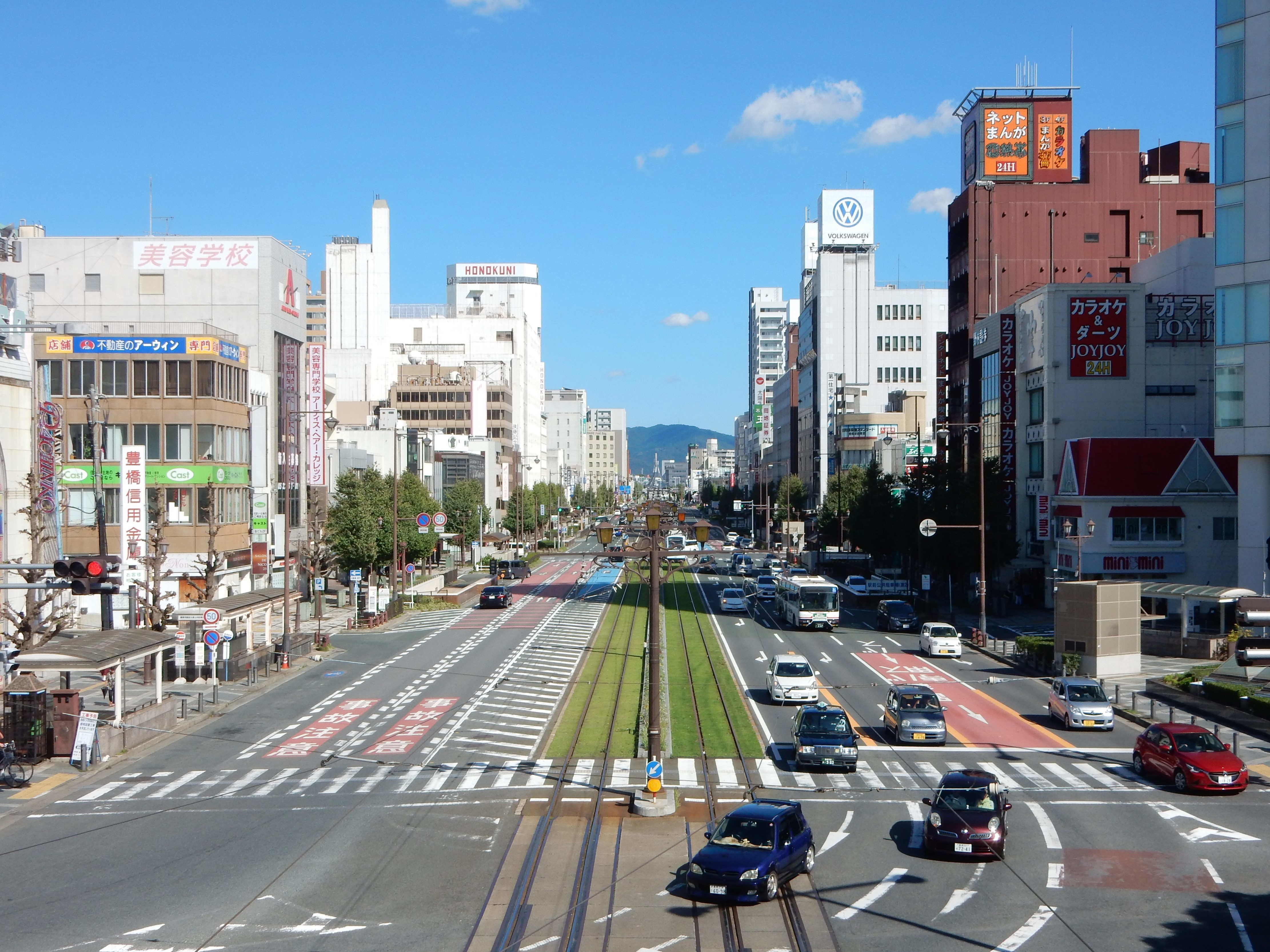
ペデストリアンデッキから望む駅前大通り
愛知県道143号豊橋停車場線

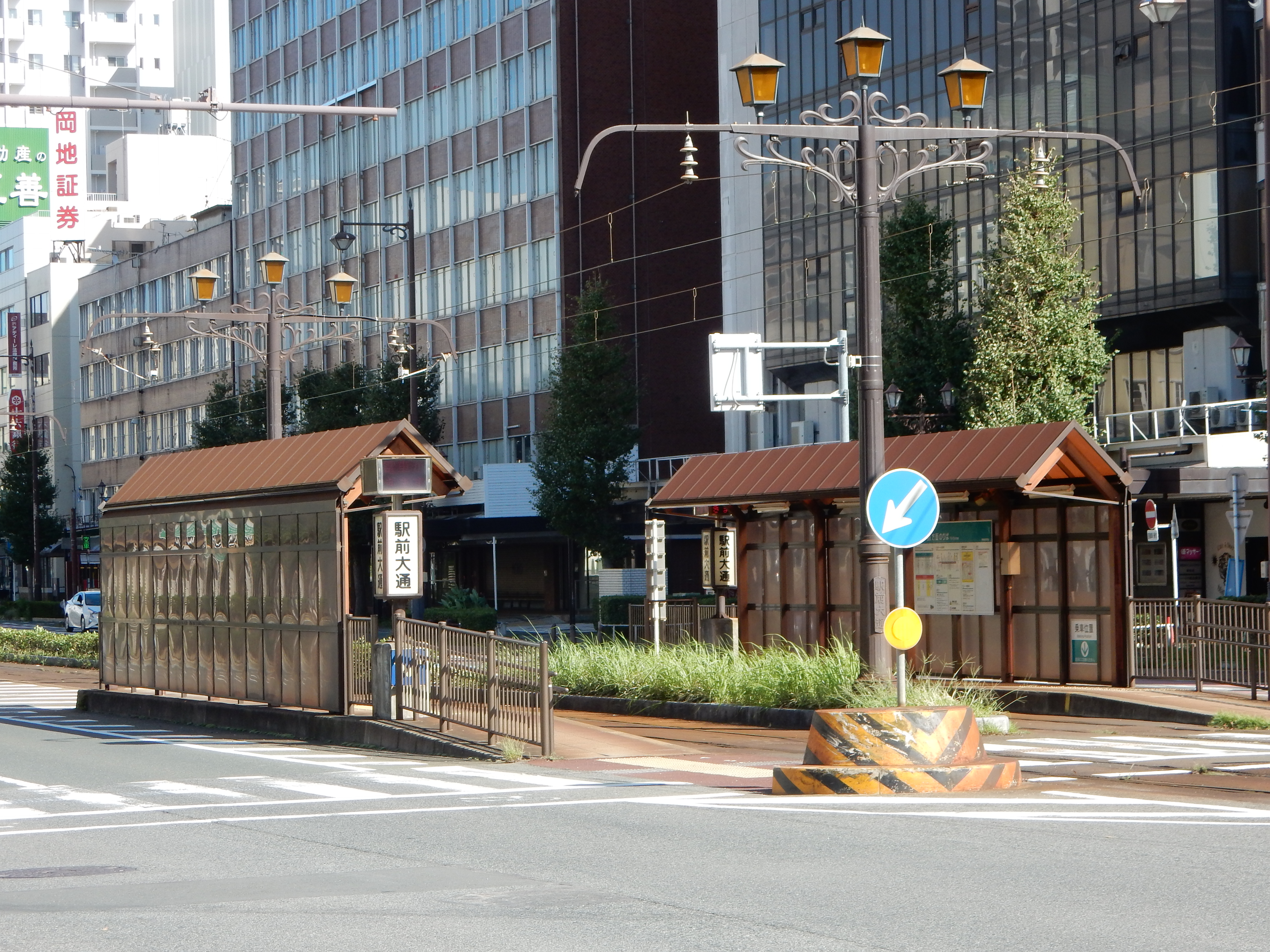
区間途中道路上にある駅前大通停留場
背景は在りし日の開発ビルと名豊ビル

愛知県道143号豊橋停車場線（あいちけんどう143ごう とよはしていしゃじょうせん）は、愛知県豊橋市内を通る一般県道である。全線にわたって中央部に豊橋鉄道東田本線が走っている。

## 概要

### 路線データ
- 起点：愛知県豊橋市駅前大通1丁目 豊橋停車場（愛知県道388号大山豊橋停車場線接点）
- 終点：愛知県豊橋市駅前大通3丁目（新川交差点）
- 全長：約650m
- 車線：計8車線
  - 自動車：6車線
  - 路面電車の併用軌道：2車線

## 沿革
- 1904年（明治37年）2月：豊橋停車場道が、それまでの里道から愛知県の仮定県道に編入。
- 1956年（昭和31年）4月14日：認定
- 1998年（平成10年）2月19日：豊橋鉄道東田本線が延長
- 2005年（平成17年）3月31日：豊橋鉄道東田本線駅前大通停留場開業

## 別名
- 駅前大通り（豊橋市）
- アゼリア通り（豊橋市）

## 地理
この通りは、東田本線の停留所などもあり交通量が多く、豊橋市の中心街を通るため歩行者も多い。
起点となる豊橋駅を後にし、通りを進むと周りに大きなビルなどが建ち並ぶ。道路の直下は広大な地下駐車場となっている。終点となる交差点は新川停留場もある大きな交差点である。なおここから先は市道（大池通り）だが、直進を続ければ向山町を経由して市東部の飯村町に至る。

### 交差・接続する道路
- 愛知県道388号大山豊橋停車場線（大橋通り、直進）
- 豊橋市道上伝馬町・西小田原町1号線（駅前大通交差点）
- 国道259号（田原街道）（新川交差点、交差）
- 豊橋市道神明町・向山大池町1号線（大池通り）（新川交差点、直進）

### 沿線・周辺
- 豊橋駅前地下街

起点付近には、地下通路と小規模な地下街がある。往時は通行者でごった返したが、1998年に豊橋駅の橋上駅化改築でペデストリアンデッキが新設され、更に2003年、連絡口があった豊橋西武が閉店してからは人の流れが変わって、現在は閑散としている。当県道下の地下駐車場・駐輪場利用者用出入口がある。ココラフロントには繋がっていない。
- ココラフロント
- 豊栄ビル
  - みずほ銀行豊橋支店
- ローソン豊橋駅前店
- 餃子の王将豊橋駅前店
- 野村証券豊橋支店
- 豊橋信用金庫中央支店駅前出張所
- 豊橋駅前郵便局
- 美容専門学校 アーティス・ヘアー・カレッジ
- emCAMPUS WEST（建設中：開発ビル跡地）
- emCAMPUS EAST（名豊ビル跡地）
- 駅前大通・まちなか図書館バス停
- HONOKUNI RESIDENCE（建設中：ほの国百貨店跡地）
- 佐鳴予備校豊橋本部校
- 十六銀行豊橋支店
- 三十三銀行豊橋支店
- 名古屋銀行豊橋支店
- あいち銀行豊橋支店・豊橋南支店
- 三菱UFJ銀行豊橋支店
- 豊橋郵便局
- 広小路通り（豊橋市道広小路1号線）：起点で接続し終点まで北側を並行
- 水上ビル - 牟呂用水（新川）：南側を並行